# Batuje
Batuje falu Szlovéniában, a Goriška statisztikai régióban, a Vipava-völgyben. Közigazgatásilag Ajdovščinához tartozik.
A falu neve már 1060-1083 közt felbukkan az írásos emlékekben, mint Batauia, vagy Buttavia 1086 után. 1389-ben ze Butinach és ze Wutinach néven fordul elő. 1523-ban Watuiach elnevezéssel jelenik meg az iratokban. Az elnevezés eredete a szláv idők előtti Batavia szó lehet, amelynek tisztázatlan az eredete.
A falu templomát Szent Anna tiszteletére emelték és a Koperi egyházmegyéhez tartozik.
A falu etnikai összetétele 1991-ben a következőképpen alakult: 
- szlovén: 284 fő;
- szerb: 4 fő;
- muszlim: 4 fő;
- délszláv: 3 fő;
- olasz: 1 fő.

A településnek 1991-ben 296 lakosa volt, amely 2012-re 335-re gyarapodott.

## Fordítás

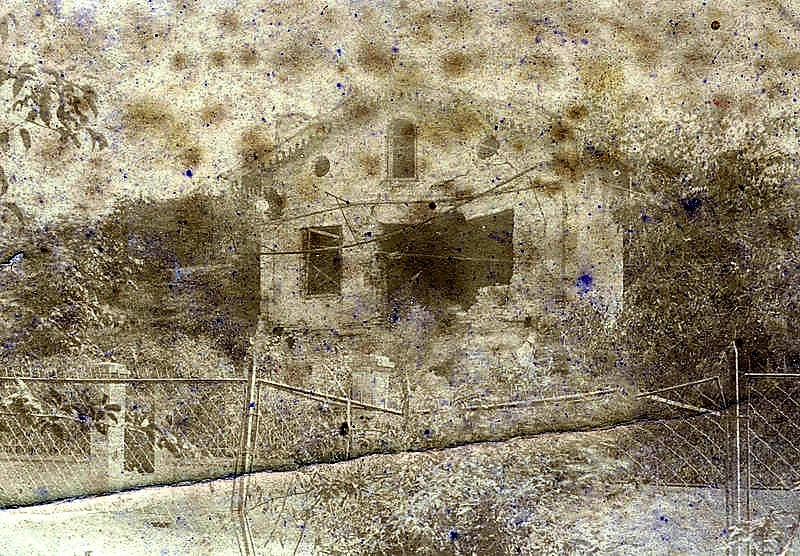
Egy az első világháborúban megsérült épület

Ez a szócikk részben vagy egészben  a   Batuje című angol Wikipédia-szócikk ezen változatának fordításán alapul.  Az eredeti cikk szerkesztőit annak laptörténete sorolja fel. Ez a jelzés csupán a megfogalmazás eredetét és a szerzői jogokat jelzi, nem szolgál a cikkben szereplő információk forrásmegjelöléseként.